# AMD K8
K8 je označení pro první 64bitové jádro používané v CPU firmy AMD. Nejdříve se vyráběly jednojádrové verze, potom přišly dvoujádrové. Používala se 130, 90 a 65nm nanotechnologie.

## Procesory
- Athlon 64 – první komerční 64bitový procesor od AMD
- Athlon 64 X2 – 2 jádrová varianta Athlonu 64
- Opteron – serverová verze Athlonu 64
- Sempron – levná verze Athlonu 64
- Turion 64 – mobilní verze Athlonu 64
- Turion 64 X2 – mobilní verze Athlonu 64 X2